# Meadowbrook Farm
Meadowbrook Farm är en stad (city) i Jefferson County i delstaten Kentucky, USA. 2010 hade staden 136 invånare.